# Premierzy Egiptu

## Wicekrólestwo Egiptu (1878–1914)
| Osoba                                       | Osoba                                                 | Osoba   | Kadencja          | Kadencja          | Partia polityczna |
| #                                           | Imię i nazwisko                                       | Portret | Od                | Do                | Partia polityczna |
| ------------------------------------------- | ----------------------------------------------------- | ------- | ----------------- | ----------------- | ----------------- |
| 1                                           | Nubar Pasza نوبار باشا (1825–1899)                    |         | 28 sierpnia 1878  | 23 lutego 1879    | bezpartyjny       |
| wakat (23 lutego 1879 – 10 marca 1879)      |                                                       |         |                   |                   |                   |
| 2                                           | Taufik Pasza محمد توفيق باشا (1852–1892)              |         | 10 marca 1879     | 7 kwietnia 1879   | bezpartyjny       |
| 3                                           | Muhammad Szarif Pasza محمد شريف باشا (1823–1887)      |         | 7 kwietnia 1879   | 18 sierpnia 1879  | bezpartyjny       |
| wakat (18 sierpnia 1879 – 21 września 1879) |                                                       |         |                   |                   |                   |
| 4                                           | Rijad Pasza رياض باشا (1836–1911)                     |         | 21 września 1879  | 10 września 1881  | bezpartyjny       |
| (3)                                         | Muhammad Szarif Pasza محمد شريف باشا (1823–1887)      |         | 14 września 1881  | 4 lutego 1882     | bezpartyjny       |
| 5                                           | Mahmud Sami al-Barudi محمود سامي البارودي (1838–1904) |         | 4 lutego 1882     | 26 maja 1882      | bezpartyjny       |
| 6                                           | Raghib Pasza إسماعيل راغب باشا (1819–1884)            |         | 18 czerwca 1882   | 21 sierpnia 1882  | bezpartyjny       |
| —                                           | Ahmad Urabi أحمد عرابي (1841–1911) w opozycji         |         | lipiec 1882       | 13 września 1882  | wojskowy          |
| (3)                                         | Muhammad Szarif Pasza محمد شريف باشا (1823–1887)      |         | 21 sierpnia 1882  | 7 stycznia 1884   | bezpartyjny       |
| (1)                                         | Nubar Pasza نوبار باشا (1825–1899)                    |         | 10 stycznia 1884  | 9 czerwca 1888    | bezpartyjny       |
| (4)                                         | Rijad Pasza رياض باشا (1836–1911)                     |         | 9 czerwca 1888    | 12 maja 1891      | bezpartyjny       |
| 7                                           | Mustafa Fahmi Pasza مصطفى فهمي باشا (1840–1914)       |         | 12 maja 1891      | 15 stycznia 1893  | bezpartyjny       |
| 8                                           | Husajn Fachri Pasza حسين فخري باشا (1843–1910)        |         | 15 stycznia 1893  | 17 stycznia 1893  | bezpartyjny       |
| (4)                                         | Rijad Pasza رياض باشا (1836–1911)                     |         | 17 stycznia 1893  | 16 kwietnia 1894  | bezpartyjny       |
| (1)                                         | Nubar Pasza نوبار باشا (1825–1899)                    |         | 16 kwietnia 1894  | 12 listopada 1895 | bezpartyjny       |
| (7)                                         | Mustafa Fahmi Pasza مصطفى فهمي باشا (1840–1914)       |         | 12 listopada 1895 | 12 listopada 1908 | bezpartyjny       |
| 9                                           | Butrus Ghali بطرس غالي (1847–1910)                    |         | 12 listopada 1908 | 21 lutego 1910    | bezpartyjny       |
| 10                                          | Muhammad Sa’id Pasza محمد سعيد باشا (1863–1928)       |         | 22 lutego 1910    | 5 kwietnia 1914   | bezpartyjny       |
| 11                                          | Husajn Ruszdi Pasza حسين رشدي باشا (1863–1928)        |         | 5 kwietnia 1914   | 19 grudnia 1914   | bezpartyjny       |

## Sułtanat Egiptu (1914–1922)
| Osoba | Osoba                                                        | Osoba   | Kadencja          | Kadencja          | Partia polityczna              |
| #     | Imię i nazwisko                                              | Portret | Od                | Do                | Partia polityczna              |
| ----- | ------------------------------------------------------------ | ------- | ----------------- | ----------------- | ------------------------------ |
| (11)  | Husajn Ruszdi Pasza حسين رشدي باشا (1863–1928)               |         | 19 grudnia 1914   | 12 kwietnia 1919  | bezpartyjny                    |
| (10)  | Muhammad Sa’id Pasza محمد سعيد باشا (1863–1928)              |         | 21 maja 1919      | 19 listopada 1919 | bezpartyjny                    |
| 12    | Jusuf Wahba يوسف باشا وهبة (1865–1933)                       |         | 19 listopada 1919 | 20 maja 1920      | bezpartyjny                    |
| 13    | Muhammad Taufik Nasim Pasza محمد توفيق نسيم باشا (1874–1938) |         | 20 maja 1920      | 16 marca 1921     | bezpartyjny                    |
| 14    | Adli Jakan Pasza عدلي يكن باشا (1864–1933)                   |         | 16 marca 1921     | 1 marca 1922      | Partia Liberalno-Konstytucyjna |

## Królestwo Egiptu (1922–1953)
| Osoba | Osoba                                                         | Osoba   | Kadencja             | Kadencja             | Partia polityczna              |
| #     | Imię i nazwisko                                               | Portret | Od                   | Do                   | Partia polityczna              |
| ----- | ------------------------------------------------------------- | ------- | -------------------- | -------------------- | ------------------------------ |
| 15    | Abd al-Chalik Sarwat عبد الخالق ثروت باشا (1873–1928)         |         | 1 marca 1922         | 30 listopada 1922    | Partia Liberalno-Konstytucyjna |
| (13)  | Muhammad Taufik Nasim Pasza محمد توفيق نسيم باشا (1874–1938)  |         | 30 listopada 1922    | 15 marca 1923        | bezpartyjny                    |
| 16    | Jahja Ibrahim Pasza يحى إبراهيم (1861–1936)                   |         | 15 marca 1923        | 26 stycznia 1924     | bezpartyjny                    |
| 17    | Sad Zaghlul سعد زغلول (1857–1927)                             |         | 26 stycznia 1924     | 24 listopada 1924    | Wafd                           |
| 18    | Ahmad Ziwar أحمد زيوار باشا (1864–1945)                       |         | 24 listopada 1924    | 7 czerwca 1926       | Partia Federalna               |
| (14)  | Adli Jakan عدلي يكن باشا (1864–1933)                          |         | 7 czerwca 1926       | 26 kwietnia 1927     | Partia Liberalno-Konstytucyjna |
| (15)  | Abd al-Chalik Sarwat عبد الخالق ثروت باشا (1873–1928)         |         | 26 kwietnia 1927     | 16 marca 1928        | Partia Liberalno-Konstytucyjna |
| 19    | Mustafa an-Nahhas مصطفى النحاس باشا (1879–1965)               |         | 16 marca 1928        | 27 czerwca 1928      | Wafd                           |
| 20    | Muhammad Mahmud محمد محمود باشا (1877–1941)                   |         | 27 czerwca 1928      | 4 października 1929  | Partia Liberalno-Konstytucyjna |
| (14)  | Adli Jakan عدلي يكن باشا (1864–1933)                          |         | 4 października 1929  | 1 stycznia 1930      | Partia Liberalno-Konstytucyjna |
| (19)  | Mustafa an-Nahhas مصطفى النحاس باشا (1879–1965)               |         | 1 stycznia 1930      | 20 czerwca 1930      | Wafd                           |
| 21    | Isma’il Sidki إسماعيل صدقي (1875–1950)                        |         | 20 czerwca 1930      | 22 września 1933     | Partia Ludowa                  |
| 22    | Abd al-Fattah Jahja يحيى إبراهيم باشا (1876–1951)             |         | 22 września 1933     | 15 listopada 1934    | Partia Zjednoczenia            |
| (13)  | Muhammad Taufik Nasim Pasza محمد توفيق نسيم باشا (1874–1938)  |         | 15 listopada 1934    | 30 stycznia 1936     | Partia Zjednoczenia            |
| 23    | Ali Mahir علي ماهر باشا (1882–1960)                           |         | 30 stycznia 1936     | 9 maja 1936          | Partia Zjednoczenia            |
| (19)  | Mustafa an-Nahhas مصطفى النحاس باشا (1879–1965)               |         | 9 maja 1936          | 29 grudnia 1937      | Wafd                           |
| (20)  | Muhammad Mahmud محمد محمود باشا (1877–1941)                   |         | 29 grudnia 1937      | 18 sierpnia 1939     | Wafd                           |
| (23)  | Ali Mahir علي ماهر باشا (1882–1960)                           |         | 18 sierpnia 1939     | 28 czerwca 1940      | Partia Zjednoczenia            |
| 24    | Hasan Sabri حسن صبرى باشا (1879–1940)                         |         | 28 czerwca 1940      | 15 listopada 1940    | bezpartyjny                    |
| 25    | Husajn Sirri حسين سري باشا (1894–1960)                        |         | 15 listopada 1940    | 6 lutego 1942        | bezpartyjny                    |
| (19)  | Mustafa an-Nahhas مصطفى النحاس باشا (1879–1965)               |         | 6 lutego 1942        | 10 października 1944 | Wafd                           |
| 26    | Ahmad Mahir أحمد ماهر باشا (1888–1945)                        |         | 10 października 1944 | 24 lutego 1945       | Sad                            |
| 27    | Mahmud Fahmi an-Nukraszi محمود فهمي النقراشي باشا (1888–1948) |         | 26 lutego 1945       | 17 lutego 1946       | Sad                            |
| (21)  | Isma’il Sidki إسماعيل صدقي (1875–1950)                        |         | 17 lutego 1946       | 9 grudnia 1946       | Partia Ludowa                  |
| (27)  | Mahmud Fahmi an-Nukraszi محمود فهمي النقراشي باشا (1888–1948) |         | 9 grudnia 1946       | 28 grudnia 1948      | Sad                            |
| 28    | Ibrahim Abd al-Hadi إبراهيم عبد الهادى باشا (1896–1981)       |         | 28 grudnia 1948      | 26 lipca 1949        | Sad                            |
| (25)  | Husajn Sirri حسين سري باشا (1894–1960)                        |         | 26 lipca 1949        | 12 stycznia 1950     | bezpartyjny                    |
| (19)  | Mustafa an-Nahhas مصطفى النحاس باشا (1879–1965)               |         | 12 stycznia 1950     | 27 stycznia 1952     | Wafd                           |
| (23)  | Ali Mahir علي ماهر باشا (1882–1960)                           |         | 27 stycznia 1952     | 2 marca 1952         | Partia Zjednoczenia            |
| 29    | Ahmad Nadżib al-Hilali أحمد نجيب الهلال (1891–1958)           |         | 2 marca 1952         | 2 lipca 1952         | bezpartyjny                    |
| (25)  | Husajn Sirri حسين سري باشا (1894–1960)                        |         | 2 lipca 1952         | 22 lipca 1952        | bezpartyjny                    |
| (29)  | Ahmad Nadżib al-Hilali أحمد نجيب الهلال (1891–1958)           |         | 22 lipca 1952        | 23 lipca 1952        | bezpartyjny                    |
| (23)  | Ali Mahir علي ماهر باشا (1882–1960)                           |         | 23 lipca 1952        | 7 września 1952      | Partia Zjednoczenia            |
| 30    | Muhammad Nadżib محمد نجيب (1901–1984)                         |         | 7 września 1952      | 18 czerwca 1953      | wojskowy                       |

## Republika Egiptu (1953–1958)
| Osoba | Osoba                                          | Osoba           | Kadencja         | Kadencja         | Partia polityczna |
| #     | Imię i nazwisko                                | Portret         | Od               | Do               | Partia polityczna |
| ----- | ---------------------------------------------- | --------------- | ---------------- | ---------------- | ----------------- |
| (30)  | Muhammad Nadżib محمد نجيب (1901–1984)          |                 | 18 czerwca 1953  | 25 lutego 1954   | wojskowy          |
| 31    | Gamal Abdel Nasser جمال عبد الناصر (1918–1970) |                 | 25 lutego 1954   | 8 marca 1954     | wojskowy          |
| (30)  | Muhammad Nadżib محمد نجيب (1901–1984)          |                 | 8 marca 1954     | 18 kwietnia 1954 | wojskowy          |
| (31)  | Gamal Abdel Nasser جمال عبد الناصر (1918–1970) |                 | 18 kwietnia 1954 | 23 czerwca 1956  | wojskowy          |
| (31)  | Gamal Abdel Nasser جمال عبد الناصر (1918–1970) | 23 czerwca 1956 | 22 lutego 1958   | Unia Narodowa    |                   |

## Zjednoczona Republika Arabska (1958–1971)
| Osoba | Osoba                                                | Osoba          | Kadencja             | Kadencja                    | Partia polityczna |
| #     | Imię i nazwisko                                      | Portret        | Od                   | Do                          | Partia polityczna |
| ----- | ---------------------------------------------------- | -------------- | -------------------- | --------------------------- | ----------------- |
| (31)  | Gamal Abdel Nasser جمال عبد الناصر (1918–1970)       |                | 22 lutego 1958       | 29 września 1962            | Unia Narodowa     |
| 32    | Ali Sabri على صبرى (1920–1991)                       |                | 29 września 1962     | 1 grudnia 1962              | Unia Narodowa     |
| (32)  | Ali Sabri على صبرى (1920–1991)                       | 1 grudnia 1962 | 3 października 1965  | Arabska Unia Socjalistyczna |                   |
| 33    | Zakarijja Muhji ad-Din زكريا محيى الدين (1918–2012)  |                | 3 października 1965  | Arabska Unia Socjalistyczna | 10 września 1966  |
| 34    | Muhammad Sidki Sulajman محمد صدقي سليمان (1919–1996) |                | 10 września 1966     | Arabska Unia Socjalistyczna | 19 czerwca 1967   |
| (31)  | Gamal Abdel Nasser جمال عبد الناصر (1918–1970)       |                | 19 czerwca 1967      | Arabska Unia Socjalistyczna | 28 września 1970  |
| 35    | Mahmud Fauzi محمود فوزى (1900–1981)                  |                | 21 października 1970 | Arabska Unia Socjalistyczna | 2 września 1971   |

## Przewodniczący Rady Wykonawczej Egiptu w ramach Zjednoczonej Republiki Arabskiej (1958–1961)
| Osoba | Osoba                                           | Osoba   | Kadencja            | Kadencja         | Partia polityczna |
| #     | Imię i nazwisko                                 | Portret | Od                  | Do               | Partia polityczna |
| ----- | ----------------------------------------------- | ------- | ------------------- | ---------------- | ----------------- |
| 1     | Nur ad-Din Tarraf نور الدين طراف (1910–1995)    |         | 7 października 1958 | 20 września 1960 | Unia Narodowa     |
| 2     | Kamal ad-Din Husajn كمال الدين حسين (1921–1999) |         | 20 września 1960    | 16 sierpnia 1961 | Unia Narodowa     |

## Arabska Republika Egiptu (od 1971)
| Osoba                             | Osoba                                                     | Osoba   | Kadencja            | Kadencja            | Partia polityczna             |
| #                                 | Imię i nazwisko                                           | Portret | Od                  | Do                  | Partia polityczna             |
| --------------------------------- | --------------------------------------------------------- | ------- | ------------------- | ------------------- | ----------------------------- |
| (35)                              | Mahmud Fauzi محمود فوزى (1900–1981)                       |         | 2 września 1971     | 17 stycznia 1972    | Arabska Unia Socjalistyczna   |
| 36                                | Aziz Sidki عزيز صدقي (1920–2008)                          |         | 17 stycznia 1972    | 26 marca 1973       | Arabska Unia Socjalistyczna   |
| 37                                | Anwar as-Sadat أنور السادات (1918–1981)                   |         | 26 marca 1973       | 25 września 1974    | Arabska Unia Socjalistyczna   |
| 38                                | Abd al-Aziz Hidżazi عبد العزيز محمد حجازي (1923–2014)     |         | 25 września 1974    | 16 kwietnia 1975    | Arabska Unia Socjalistyczna   |
| 39                                | Mamduh Salim ممدوح سالم (1918–1988)                       |         | 16 kwietnia 1975    | 2 października 1978 | Arabska Unia Socjalistyczna   |
| 40                                | Mustafa Chalil مصطفى خليل (1920–2008)                     |         | 2 października 1978 | 15 maja 1980        | Partia Narodowo-Demokratyczna |
| (37)                              | Anwar as-Sadat أنور السادات (1918–1981)                   |         | 15 maja 1980        | 6 października 1981 | Partia Narodowo-Demokratyczna |
| 41                                | Husni Mubarak حسنى مبارك (1928–2020)                      |         | 7 października 1981 | 2 stycznia 1982     | Partia Narodowo-Demokratyczna |
| 42                                | Ahmad Fu’ad Muhji ad-Din أحمد فؤاد محيي الدين (1926–1984) |         | 2 stycznia 1982     | 5 czerwca 1984      | Partia Narodowo-Demokratyczna |
| wakat (5 czerwca – 17 lipca 1984) |                                                           |         |                     |                     |                               |
| 43                                | Kamal Hasan Ali كمال حسن علي (1921–1993)                  |         | 17 lipca 1984       | 4 września 1985     | Partia Narodowo-Demokratyczna |
| 44                                | Ali Lutfi على لطفي محمود (1935–2018)                      |         | 4 września 1985     | 10 listopada 1986   | Partia Narodowo-Demokratyczna |
| 45                                | Atif Sidki عاطف محمد نجيب صدقي (1930–2005)                |         | 10 listopada 1986   | 4 stycznia 1996     | Partia Narodowo-Demokratyczna |
| 46                                | Kamal al-Dżanzuri كمال الجنزوري (1933–2021)               |         | 4 stycznia 1996     | 5 października 1999 | Partia Narodowo-Demokratyczna |
| 47                                | Atif Ubajd عاطف محمد عبيد (1932–2014)                     |         | 5 października 1999 | 14 lipca 2004       | Partia Narodowo-Demokratyczna |
| 48                                | Ahmad Nazif أحمد نظيف (1952–)                             |         | 14 lipca 2004       | 29 stycznia 2011    | Partia Narodowo-Demokratyczna |
| 49                                | Ahmad Szafik أحمد محمد شفيق (1941–)                       |         | 29 stycznia 2011    | 3 marca 2011        | bezpartyjny                   |
| 50                                | Isam Szaraf عصام عبد العزيز شرف (1952–)                   |         | 3 marca 2011        | 7 grudnia 2011      | bezpartyjny                   |
| (46)                              | Kamal al-Dżanzuri كمال الجنزوري (1933–2021)               |         | 7 grudnia 2011      | 24 lipca 2012       | bezpartyjny                   |
| 51                                | Hiszam Kandil هشام قنديل (1962–)                          |         | 24 lipca 2012       | 8 lipca 2013        | bezpartyjny                   |
| wakat (8 – 16 lipca 2013)         |                                                           |         |                     |                     |                               |
| 52                                | Hazim al-Biblawi حازم الببلاوي (1936–)                    |         | 16 lipca 2013       | 1 marca 2014        | bezpartyjny                   |
| 53                                | Ibrahim Mahlab إبراهيم محلب (1949–)                       |         | 1 marca 2014        | 19 września 2015    | bezpartyjny                   |
| 54                                | Szarif Isma’il شريف إسماعيل (1955–2023)                   |         | 19 września 2015    | 14 czerwca 2018     | bezpartyjny                   |
| 55                                | Mustafa Madbuli مصطفى مدبولي (1966–)                      |         | 14 czerwca 2018     | nadal urzęduje      | bezpartyjny                   |